# Lagnasco
Lagnasco là một đô thị tại tỉnh Cuneo trong vùng Piedmont của Italia, vị trí cách khoảng 50 km về phía nam của Torino và khoảng 30 km về phía bắc của Cuneo. Tại thời điểm ngày 31 tháng 12 năm 2004, đô thị này có dân số 1.308 người và diện tích 17,8 km².
Lagnasco giáp các đô thị: Manta, Saluzzo, Savigliano, Scarnafigi và Verzuolo.